# Rezerwat przyrody „Komsomolskij”
Rezerwat przyrody „Komsomolskij” (ros. Государственный природный заповедник «Комсомольский») – ścisły rezerwat przyrody (zapowiednik) w Rosji. Znajduje się w rejonie komsomolskim w Kraju Chabarowskim. Jego obszar wynosi 644,12 km², a strefa ochronna 141,19 km². Rezerwat został utworzony dekretem rządu Rosyjskiej Federacyjnej Socjalistycznej Republiki Radzieckiej z dnia 3 października 1963 roku. Dyrekcja mieści się w Komsomolsku nad Amurem.

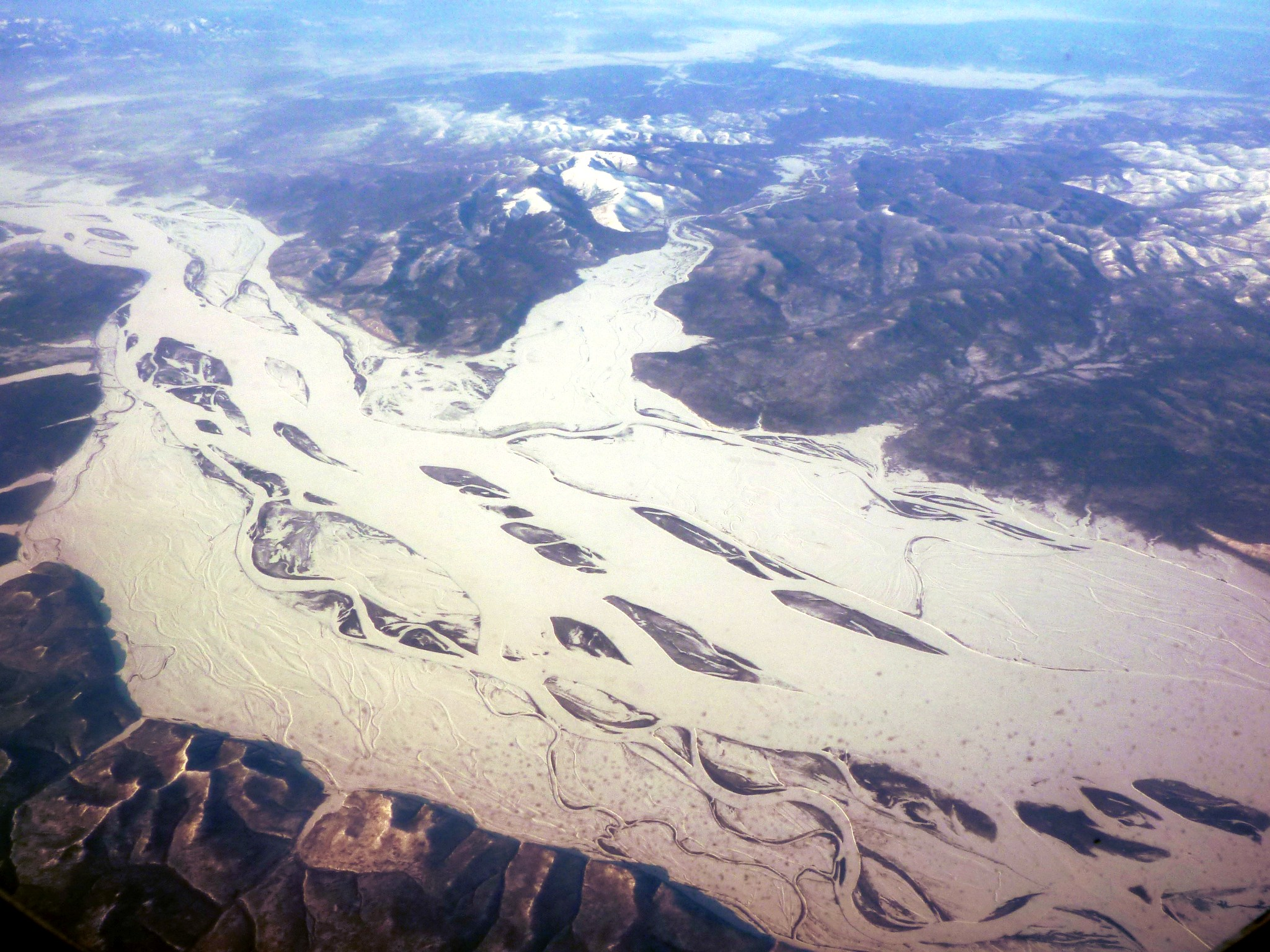
Widok z samolotu na ujście rzeki Gorin do Amuru (zimą)

## Opis
Rezerwat znajduje się na lewym brzegu Amuru, u ujścia rzeki Gorin, która płynie przez środek rezerwatu. Zachodnia część jest górzysta. Znajduje się tu niewysokie pasmo należące do grupy górskiej Dolnego Amuru (przedłużenie łańcucha górskiego Sichote-Aliń). Wschodnia część rezerwatu to nizina nad Amurem. Znajduje się tu wiele jezior i starorzeczy.
Klimat jest monsunowy. Średnia temperatura stycznia to -25 °C (minimalna zanotowana to -50 °C), lipca +20 °C (maksymalna zanotowana +35 °C). 

## Flora
80 procent powierzchni zajmują lasy. Rezerwat znajduje się na styku dwóch ekosystemów: tajgi (na północy) i lasów mieszanych (na południu). Rośnie tu świerk syberyjski, sosna syberyjska, modrzew syberyjski, ale także m.in.: sosna koreańska, dąb mongolski, jesion mandżurski, cytryniec chiński, winorośl amurska, aktinidia pstrolistna, modrzew dahurski. Około 20% rezerwatu zajmują tereny podmokłe.  
Do rzadkich roślin należą m.in. cis japoński, obuwik wielkopłatkowy, pogonia z gatunku Pogonia japonica, storczyk z gatunku Gastrodia elata, piwonia owalnolistkowa, kosaciec gładki, koleantus delikatny.

## Fauna
W rezerwacie żyją 52 gatunki ssaków, w tym m.in.: tygrys syberyjski, łoś euroazjatycki, niedźwiedź brunatny, jeleń szlachetny, sarna syberyjska, soból tajgowy, dzik euroazjatycki, piżmowiec syberyjski, jenot azjatycki, kuna żółtogardła, niedźwiedź himalajski. 
Awifauna rezerwatu liczy 285 gatunków takich jak m.in.: bielik olbrzymi, bielik, ptak z gatunku Emberiza rutila, borowiak syberyjski, bocian czarny, sokół wędrowny, żuraw czarnoszyi.
Lista płazów i gadów rezerwatu obejmuje po 7 gatunków. Wśród nich jest m.in.: żółwiak chiński, grzechotniki z gatunku Gloydius saxatilis i Gloydius blomhoffii oraz żmija zygzakowata.